# 오오카 다다미쓰

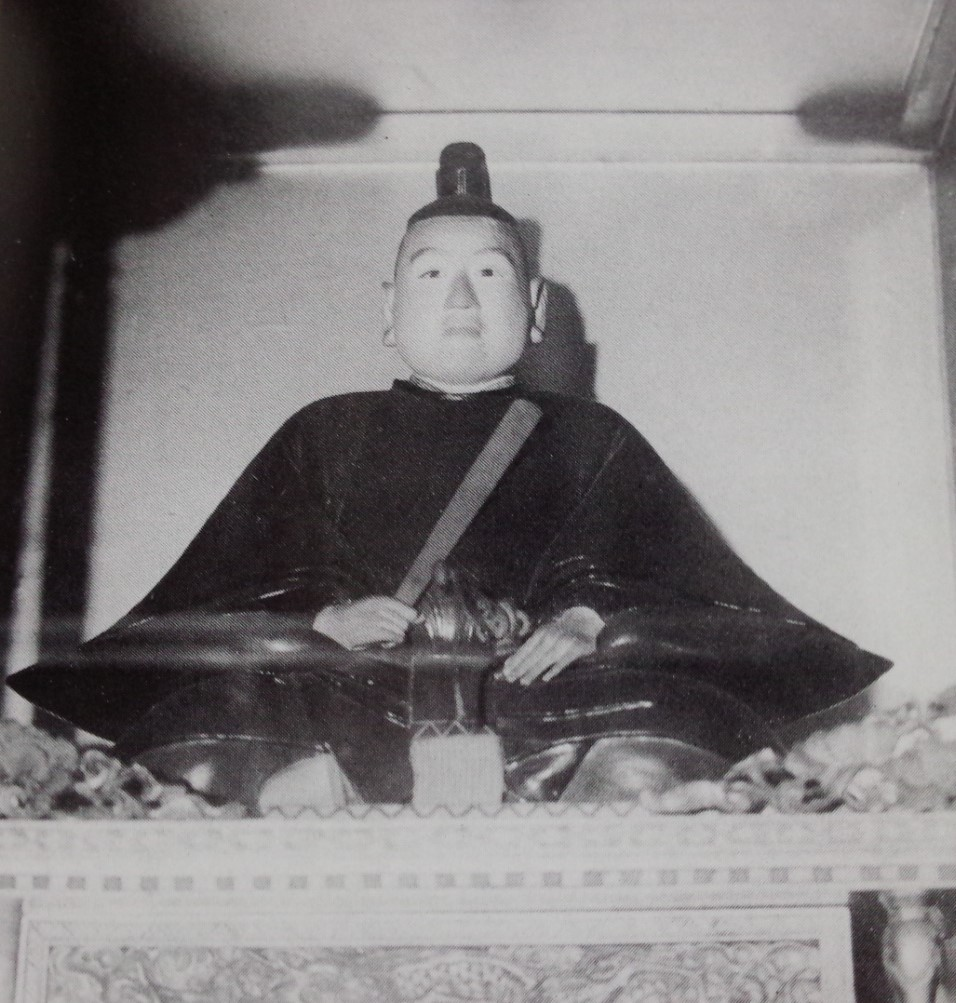
오오카 다다미쓰 목상

오오카 다다미쓰(일본어: 大岡 忠光)는 에도 시대 중기의 다이묘이다. 에도 막부의 오소바 고요닌과 와카도시요리의 직무를 맡았고 제9대 쇼군 도쿠가와 이에시게의 측근으로 활약하였다. 가즈사 가쓰우라번주, 후의 무사시 이와쓰키번 초대 번주.

## 등장 작품
- 8대 쇼군 요시무네(NHK, 1995년) - 배우: 아마미야 료

| 전임 우에무라 쓰네토모 | 가쓰우라번 번주 1751년 ~ 1756년 | 후임 폐번 |

| 전임 나가이 나오노부 | 제1대 이와쓰키번 번주 1756년 ~ 1760년 | 후임 오오카 다다요시 |

| 전임 공석(이시카와 후사시게) | 에도 막부 소바요닌 1756년 ~ 1760년 | 후임 이타쿠라 가쓰키요 |